# Oberseemoor

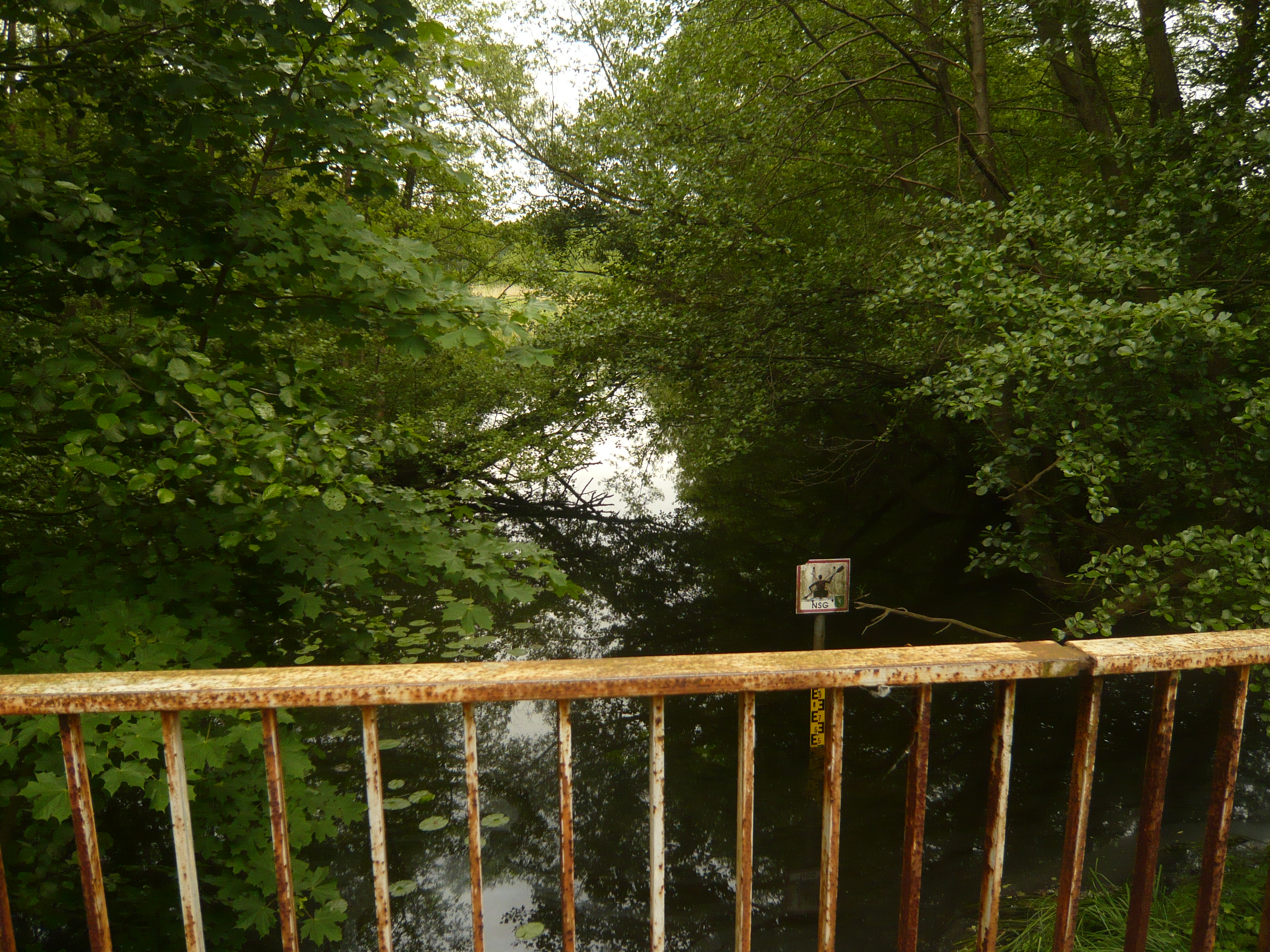
Naturschutzgebiet Oberseemoor (Juni 2010)

Das Naturschutzgebiet Oberseemoor  liegt auf dem Gebiet des Landkreises Barnim in Brandenburg.
Das Naturschutzgebiet, durch das die Landesstraße L 29 verläuft, erstreckt sich südwestlich und östlich von Ützdorf, einem Gebietsteil der Großgemeinde Wandlitz. Am östlichen Rand des Gebietes verläuft die A 11, am südlichen Rand erstreckt sich der rund 116 ha große Liepnitzsee. Die B 273 verläuft südlich, östlich erstreckt sich das 990 ha große Naturschutzgebiet Biesenthaler Becken.

## Bedeutung
Das rund 55,3 ha große Gebiet wurde mit Verordnung vom 25. März 2004 unter der Kennung 1575 unter Naturschutz gestellt.